# Ocre rouge
Pour les articles homonymes, voir ocre (homonymie).

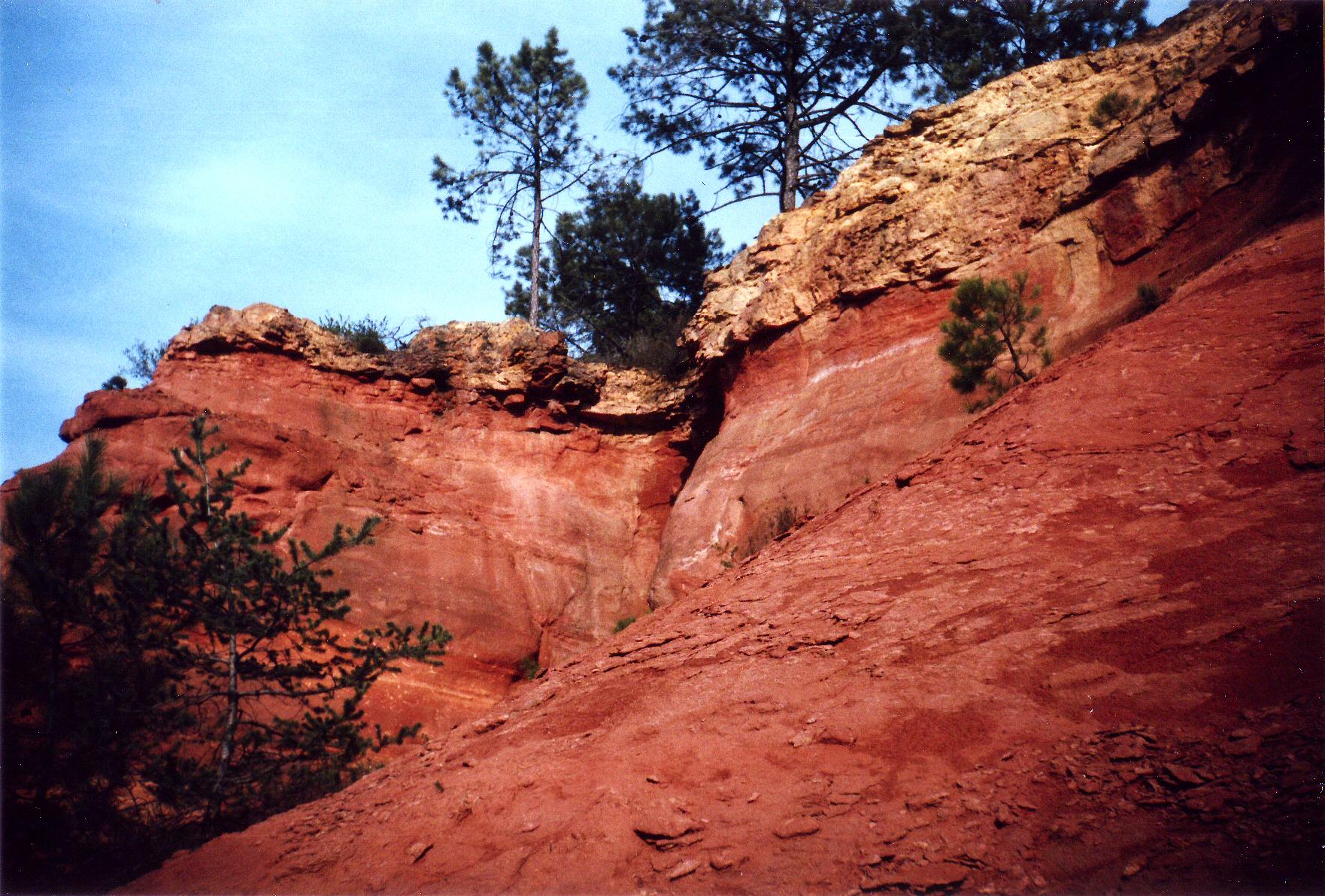
L'ocre rouge à Roussillon.

L'ocre rouge est une argile ocreuse rougeâtre. C'est une terre argileuse et siliceuse, colorée par des oxydes de fer rouges.
L'ocre rouge employée comme pigment peut être naturelle, ou, plus souvent, obtenue par calcination de l'ocre jaune. Une entreprise hollandaise était autrefois spécialiste de cette opération, aussi trouvait-t-on autrefois l'ocre rouge ainsi obtenue sous les noms de rouge de Prusse, d'Anvers ou de Hollande. 

## Origines
Des sédiments sablo-argileux de couleur verte se sont déposés il y a plus de 100 millions d'années. Les eaux de ruissellement ont concentré l'oxyde de fer contenu dans les sédiments. Le minerai d'ocre est un sédiment fin chargé d'oxyde de fer et d'une forte proportion de sable.
Les gisements d'ocres sont nombreux mais les ocres rouges naturelles sont plus rares. La France, l'Allemagne et l'Italie en produisent. La Société des ocres de France est un des derniers producteurs en France.
Les ocres rouges ont toujours été utilisées comme pigments au cours de l'histoire. Les premières traces sont à la Préhistoire autant pour orner les corps que pour peindre les parois, les murs, les textiles.
Vitruve mentionne l'usta qui est de l'ocre jaune brûlée donc de couleur rouge ; Pline utilise ce terme à la fois pour le minium et l'ocre rouge. Les auteurs classiques mentionnent souvent une terre rouge appelée la sinopis provenant de la ville de Sinope.

## Composition
Les pigments ocres sont des oxydes de fer naturels (Colour Index PR102) ou synthétiques (PR101). Ils se classent comme des terres et sont solides et généralement opaques.
Le minerai débarrassé du sable quartz (SiO2 donne les pigments. La proportion des impuretés dépend de la provenance des terres et détermine la qualité des pigments. L'hématite, de formule Fe2O3, est naturellement rouge. On obtient aussi une ocre rouge par calcination de l'ocre jaune, la goethite.
L'oxyde ferrique hydraté se déshydrate au-dessus de 250 °C. Les ocres dont la température de chauffe n'a pas dépassé 250 °C réabsorbent l'eau une fois exposées à l'air humide. La température de chauffage influence la composition de l'ocre rouge.

## Préparation
Selon Pline l'Ancien, l'ocre rouge est fabriquée « en calcinant de l'ocre jaune dans des pots neufs, lutés d'argile sur leur pourtour ». Il spécifie que plus elle a brûlé sur le foyer meilleure elle est. Vitruve mentionne que l'ocre rouge était calcinée jusqu'à incandescence puis éteinte brutalement dans du vinaigre.

L'extraction du minerai se fait dans des carrières à ciel ouvert ou dans des mines. Il faut ensuite séparer l'ocre du sable par lavage et décantation. Le minerai est d'abord libéré du sol au moyen d'un jet d'eau sous pression. La suspension ainsi produite s'écoule dans des conduits et des bacs où le sable plus dense que l'ocre se dépose en premier lieu. L'eau et l'ocre en suspension aboutissent finalement dans des bassins de décantation. Lorsque la couche de pigment au fond du bassin atteint de 30 à 40 cm d'épaisseur, on laisse sécher le bassin. Les mottes séchées et découpées qui en résultent sont ensuite traitées dans une usine à l'aide de brise-mottes, de broyeurs et de blutoirs, jusqu'à l'obtention d'une fine poudre.

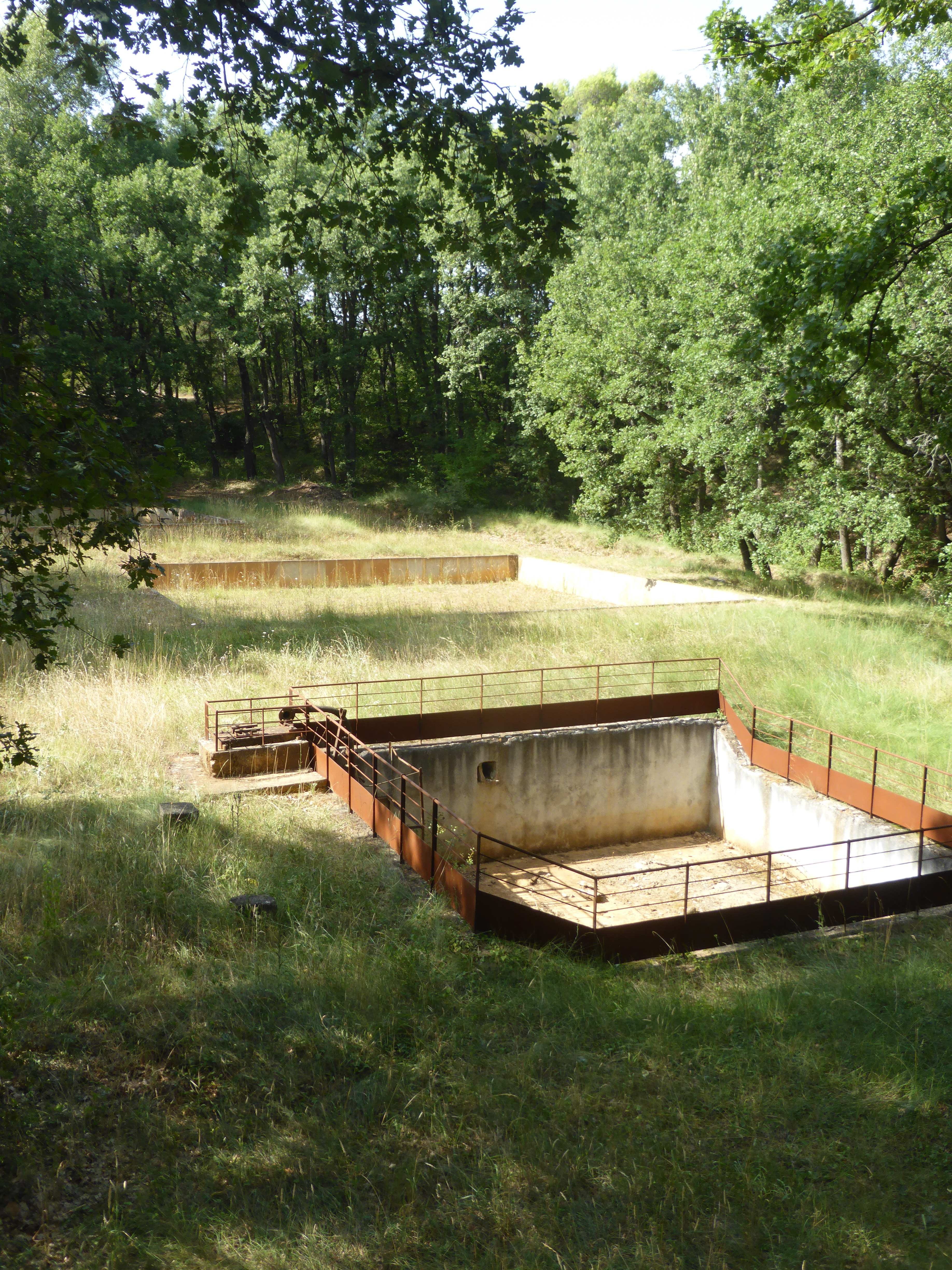
Bassin de décantation
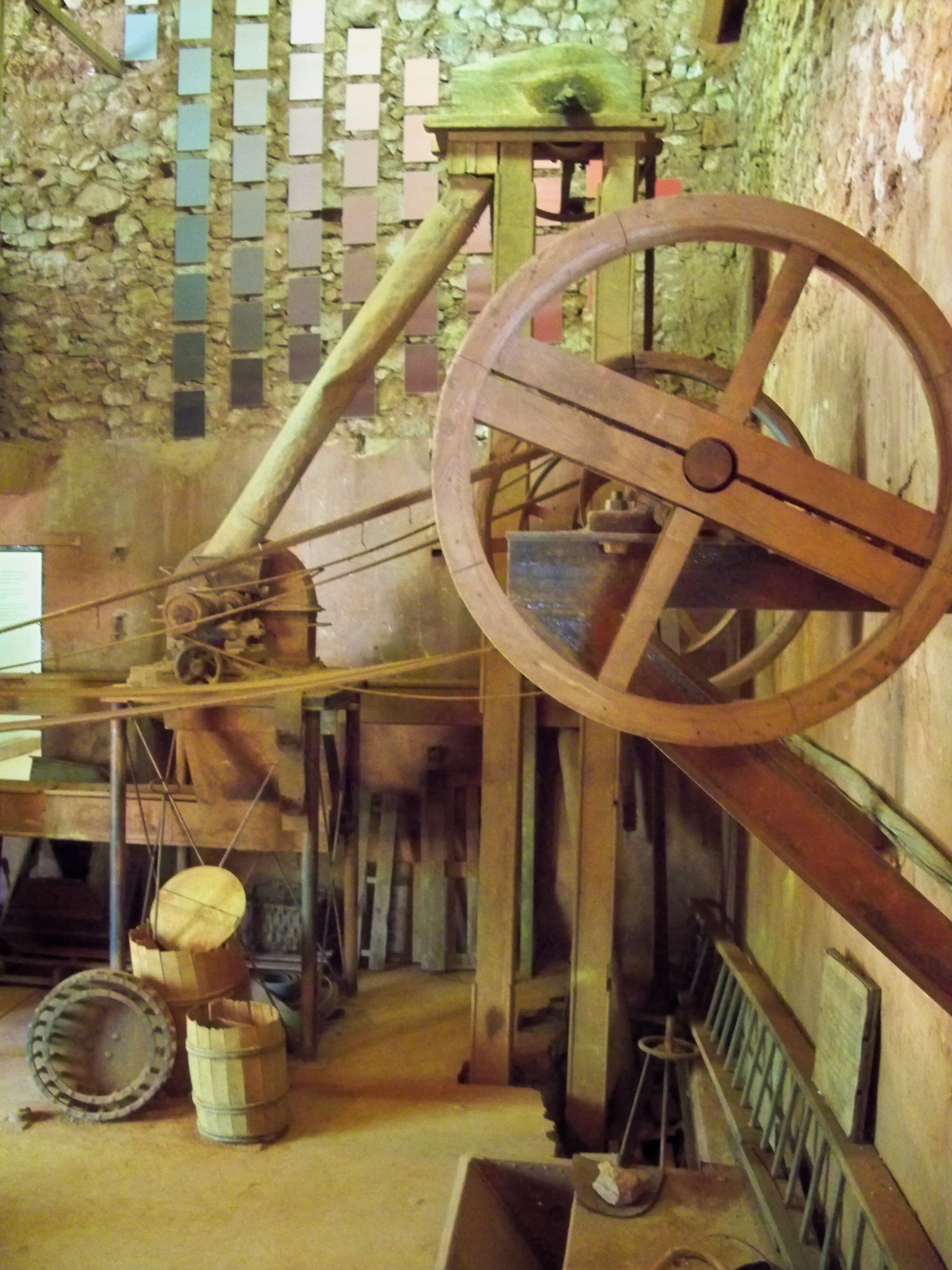
Broyage de l'ocre
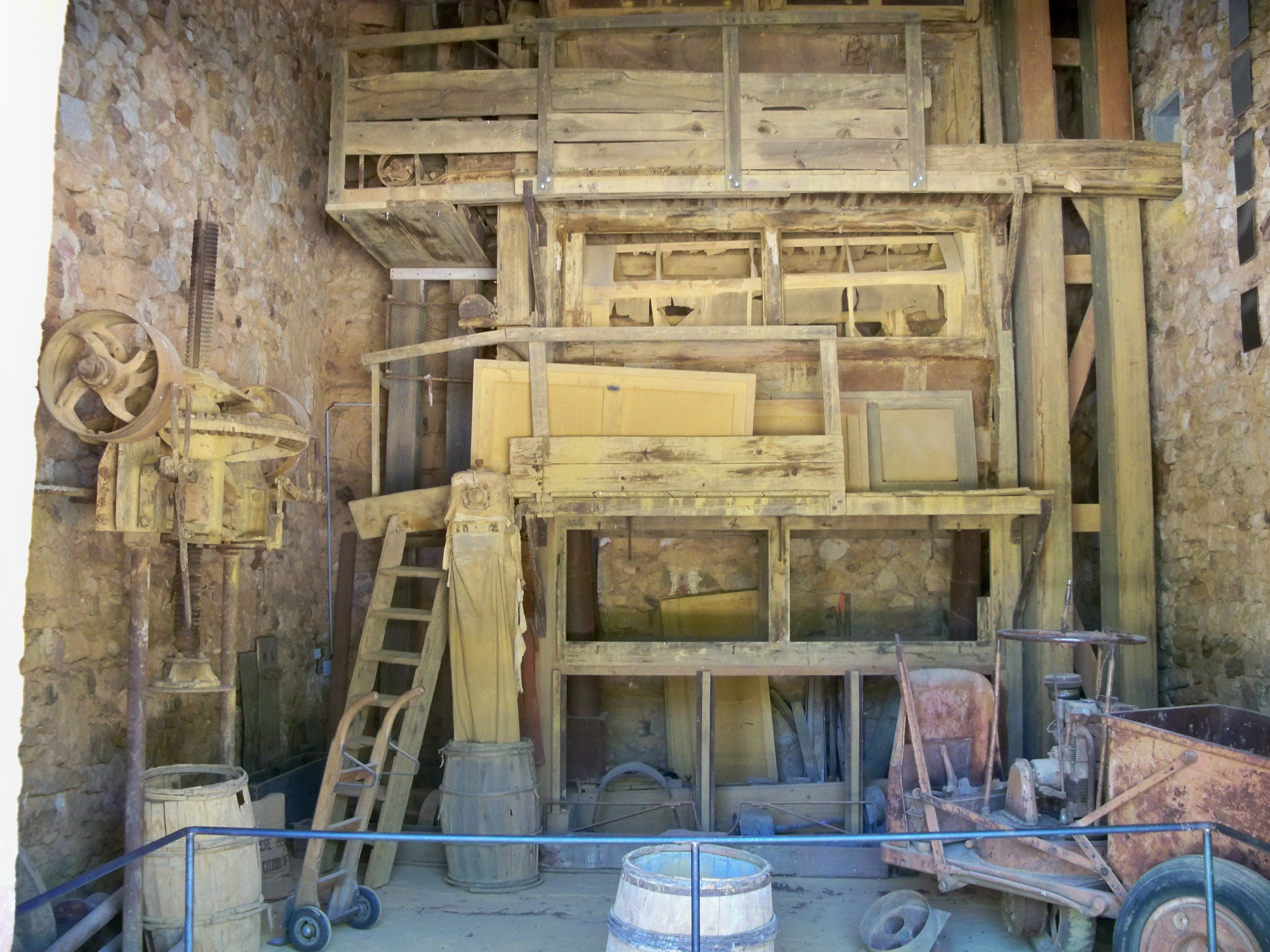
Tamisage
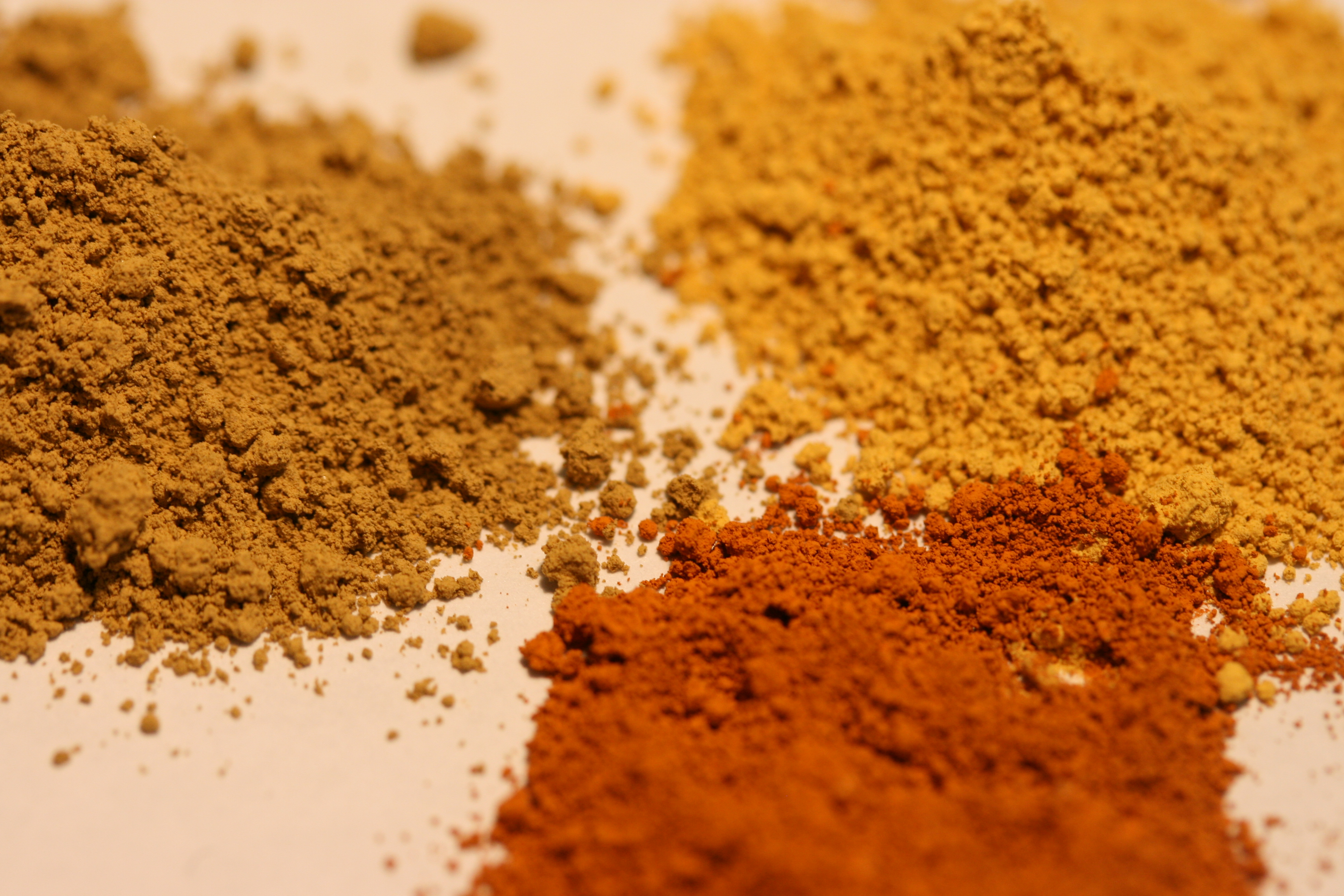
Poudre d'ocre

## Utilisation
Les ocres s'utilisent pour un large éventail de techniques de peinture : sur mur, sur paroi, sur toile, sur bois, sur textiles,... Une ocre rouge, connue sous le nom de Bol d'Arménie, est aussi utilisée pour dorer à la feuille d'or ou d'argent. Liée à une colle animale, elle permet de brunir l'or une fois posé.